# Caterina Carpinato
Caterina Carpinato (* 11. Mai 1963 in Catania) ist eine italienische Neogräzistin und seit 2021 ordentliche Professorin für neugriechische Sprache und Literatur an der Università Ca’ Foscari, Venedig.

## Leben
Nach der Maturità classica am Liceo Classico Statale «Mario Cutelli» von Catania im Jahr 1982 studierte sie Lettere classiche an der Universität Catania und erwarb die laurea 1987 mit einer Arbeit in mittelgriechischer Philologie über Demetrios Zenos und seine Batrachomyomachia. 1994 folgte die Promotion in griechischer und lateinischer Philologie ebendort mit einer Dissertation unter dem Titel Edizioni veneziane in greco demotico (1509–1549). Proposte per la riedizione della Batrachomyomachia e del Teseida. Von 1996 bis 1998 war sie Stipendiatin in griechischer und lateinischer Philologie an der Universität Catania.
Ab November 1998 bis Februar 2002 war sie wissenschaftliche Mitarbeiterin an der Università Ca’ Foscari Venezia, von März 2002 bis Mai 2021 professoressa associata; seit Juni 2021 ist sie dort professoressa ordinaria.

## Schriften (Auswahl)
- Stampe veneziane in greco demotico (1509–1549). Proposte per la riedizione della Batrachomyomachia e del Teseida. Polistampa, Catania 1998 (Dissertation).
- Studi di lessicografia neogreca. Catania 2000.
- Nikolaos Lukanis, Ἀλωσις ἤγουν ἒπαρσις τῆς Τροίας (1526). Testo e traduzione. Rubbettino, Soveria Mannelli 1999.
- Varia posthomerica neograeca. EDUCatt, Mailand 2006, ISBN 978-88-6780-084-1 (Aufsatzsammlung; Vorschau).
- Teseo. Lo stato e le donne. Corriere della sera, Mailand 2018.
- Teaching Modern Languages on Ancient Roots. Anche le pietre parlano (= Studi e Ricerche. Band 15). Edizioni Ca’ Foscari, Venedig 2018.